# Пірамідіон

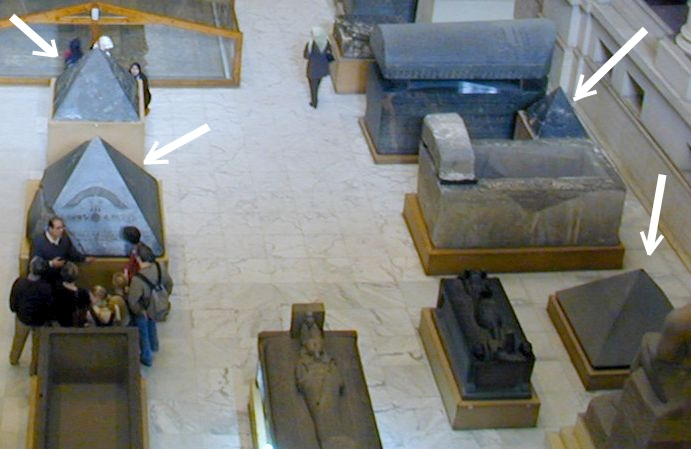
Головний зал Каїрського музею, в якому виставлені чотири пірамідіони.

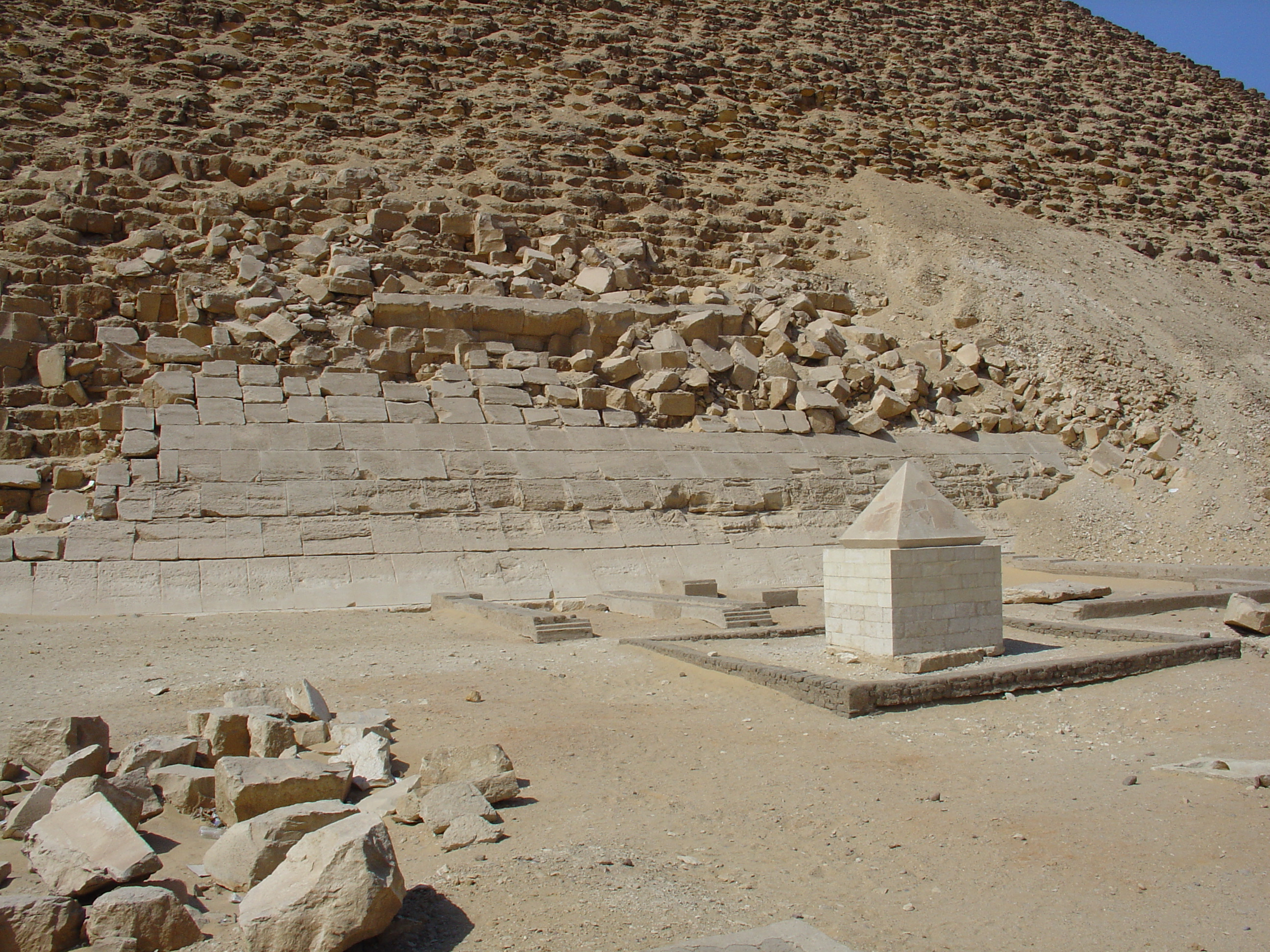
Відреставрований пірамідіон Червоної піраміди у Дахшурі сьогодні можна побачити біля самої піраміди.

Пірамідіон (англ. pyramidion, від грец. πυραμίδιον) — камінь пірамідальної форми, який встановлювався на верхівках єгипетських пірамід, мовою археологів — замковий камінь піраміди.

## Загальний опис
Давньоєгипетською мовою їх називали бенбенет, що асоціювало піраміду як ціле — зі священним каменем бенбен. У Старому царстві Єгипту пірамідіони зазвичай виготовлялися із діориту, граніту або якісного вапняку, які потім покривалися золотом або електрумом; а вже протягом Середнього царства і аж до кінця ери пірамідобудівництва — їх робили із граніту. Пірамідіон «покривали сусальним золотом, щоб надати йому здатність відбивати сонячне проміння»; в епоху Середнього царства їх часто «розписували королівськими титулами та релігійними символами».
Дуже мала кількість таких пірамідіонів дожила до нашого часу. А більшість з тих, яким це таки вдалося — виготовлені з полірованого чорного граніту, із інскрипцією імені власника піраміди. Комплект із чотирьох пірамідіонів — найбільша у світі колекція — знаходиться у головному залі єгипетського музею у Каїрі. До їх числа входить пірамідіон із так званої Чорної Піраміди Аменемхета ІІІ у Дахшурі.:115
Сильно пошкоджена пірамідальна верхівка із білого турського вапняку, яка вважається створеною для Червоної Піраміди Снофру у Дахшурі, була відреставрована, і тепер виставлена на огляд просто неба, поблизу самої піраміди. Але цей пірамідіон становить певну загадку, оскільки кут його нахилу — стрімкіший, аніж кут нахилу споруди, для увінчування якої він, очевидно, був створений.

## Приватні цегляні піраміди із пірамідіонами

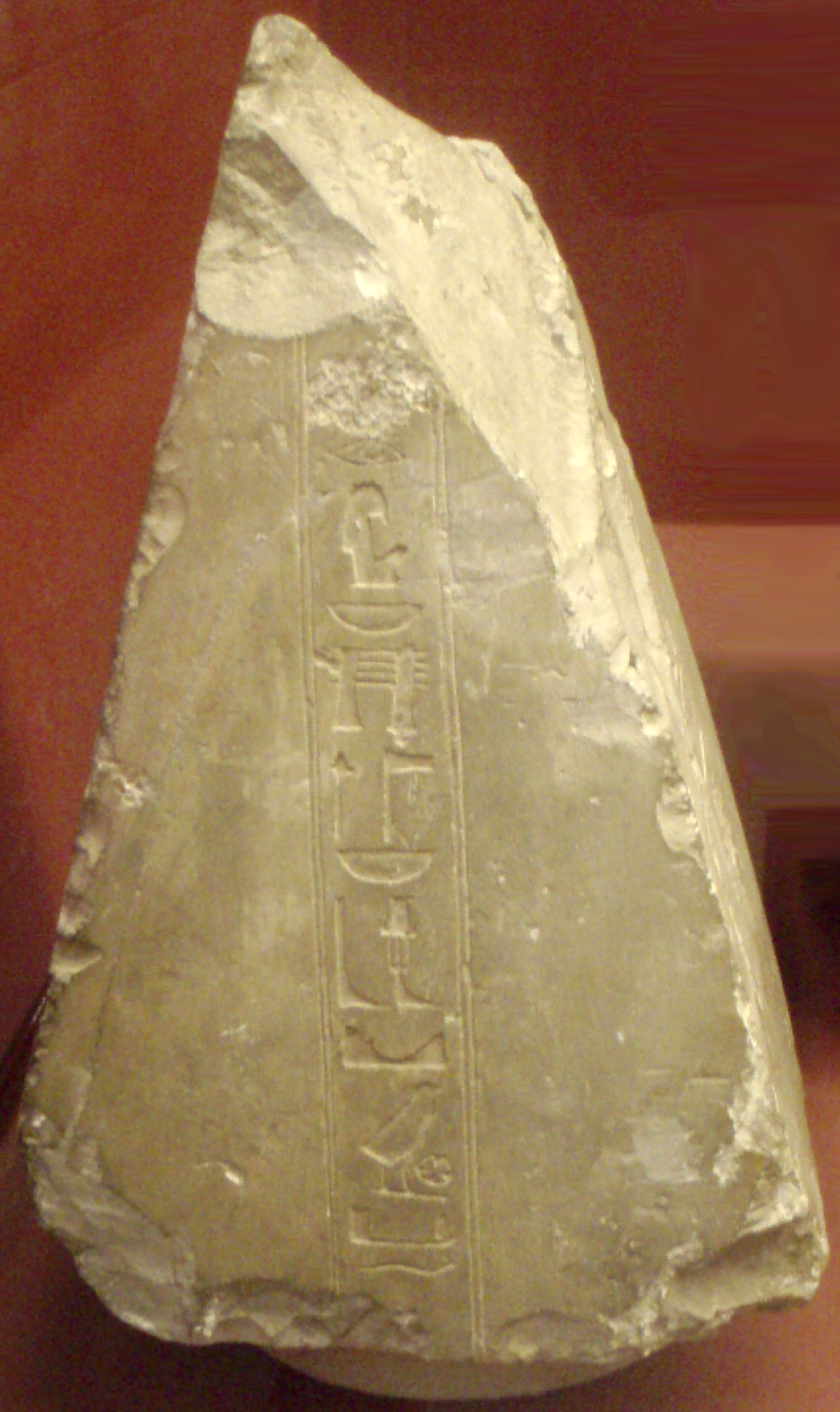
Вапняковий пірамідіон із приватної гробниці (Єгипетський музей розенкрейцерів).

В епоху Нового царства деякі приватні підземні поховання позначалися на поверхні невеликими цегляними пірамідами, які вгорі закінчувалися пірамідіонами. На чотирьох бічних стінках робилися інскрипції — тексти та зображення сцен, які мали відношення до культу Бога Сонця (як божественного образу фараона).
Сцени зазвичай відтворюють рух сонця, яке сходить на одній із похилих площин, заходить на протилежній, а протягом ночі — подорожує підземним світом, яким править Осіріс.

### Пірамідіон писаря Мозеса
Пірамідіон писаря Мозеса (Мойсей, [mes,s], Нове царство, XIX династія, створений 1250 року до н. е., вапняк, висота 53 см) зображає його самого в момент складання пожертви; його ім'я записане на двох протилежних сторонах, а на двох інших взаємно протилежних сторонах зображений бабуїн, який «зловісно кричить на схід Сонця та початок нового Дня». Бабуїн є також божественним образом писаря, символом поклоніння богу Тоту (Тот вважався богом знання, мудрості та ієрогліфічного письма).

### Пірамідіон Птахемвіа
Пірамідіон Птахемвіа (англ. Ptahemwia, XIX династія, період Рамессидів, створений 1200 року до н. е., вапняк, ширина — 28 см, висота — 48 см), так само зображає сцени, пов'язані із сонцем.:252 Бог Сонця Ре-Горакті, та бог Підземного світу Озіріс — зображені на одній із сторін пірамідіона.
На прилеглій стороні зображений померлий Птахемвіа, який стоїть у позі приношення пожертви, навпроти трьох колон з ієрогліфами.:252

## Галерея

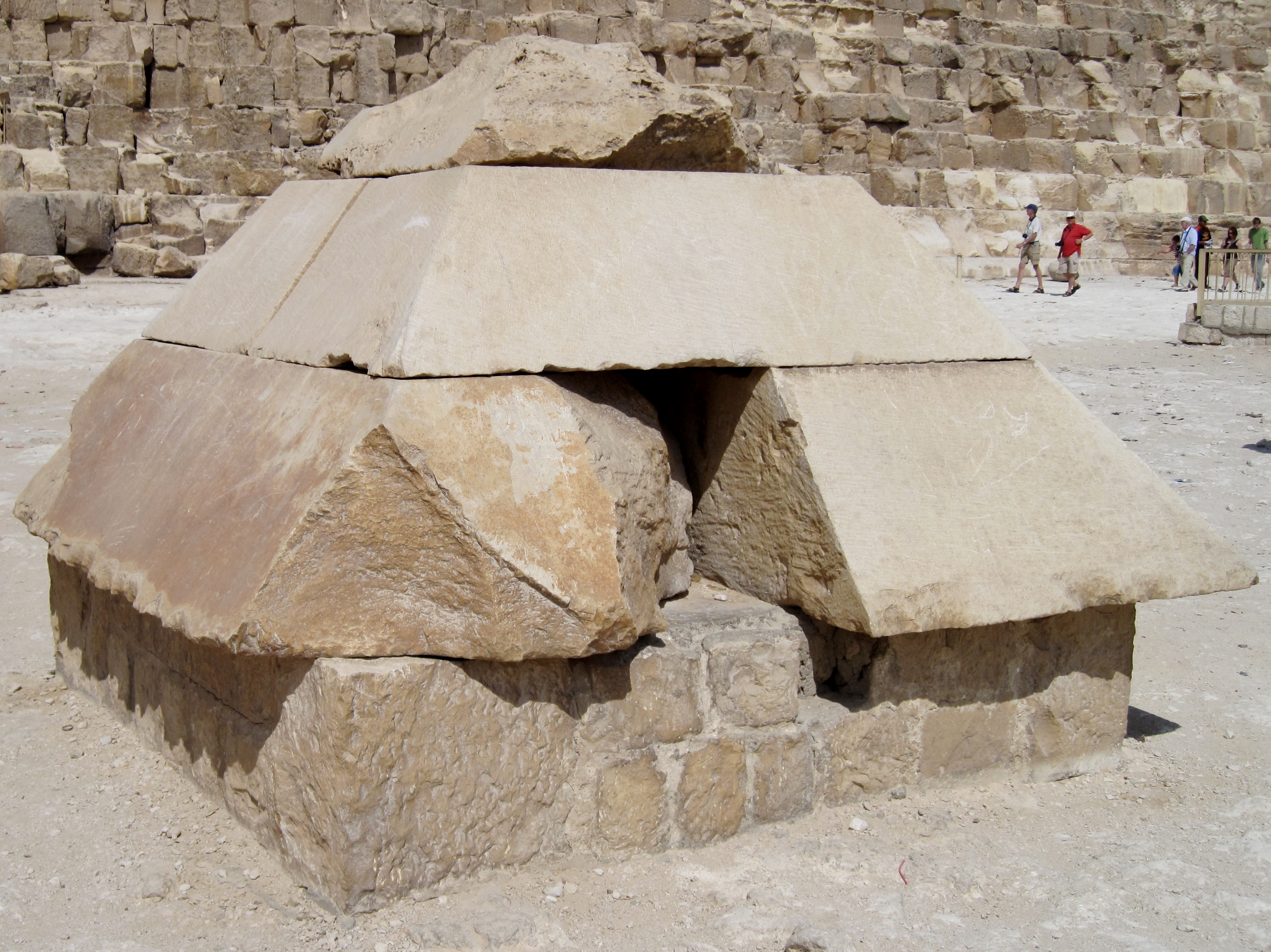
Відреставрований пірамідіон, розміщений на південно-східній стороні піраміди Хеопса, на плато Ґізи
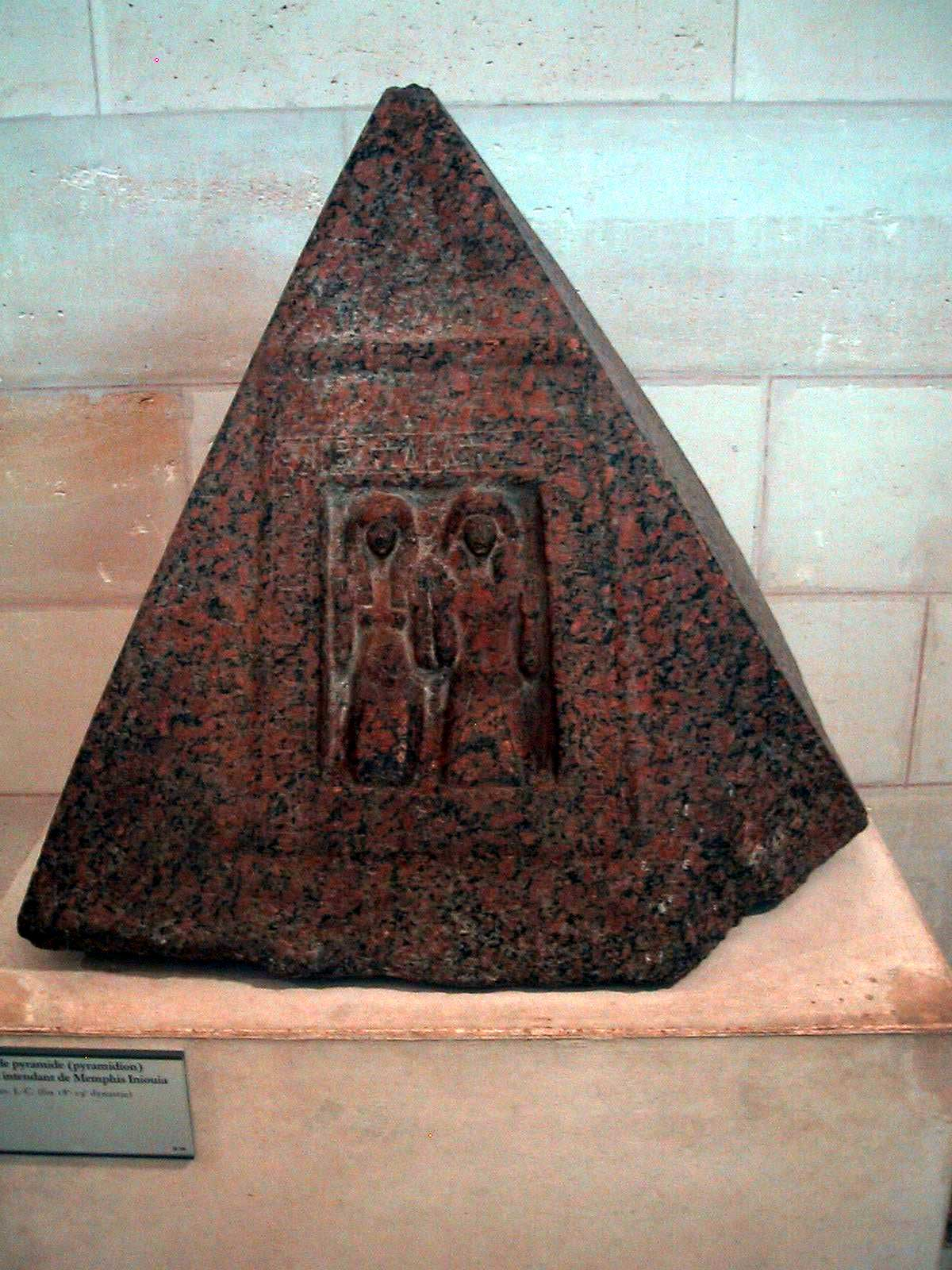
Лувр, Пірамідіон Iniouia, великого інтенданта Мемфіса, Саккара, близько 1300 р. до н.е. (кінець XVIII - XIX династії)
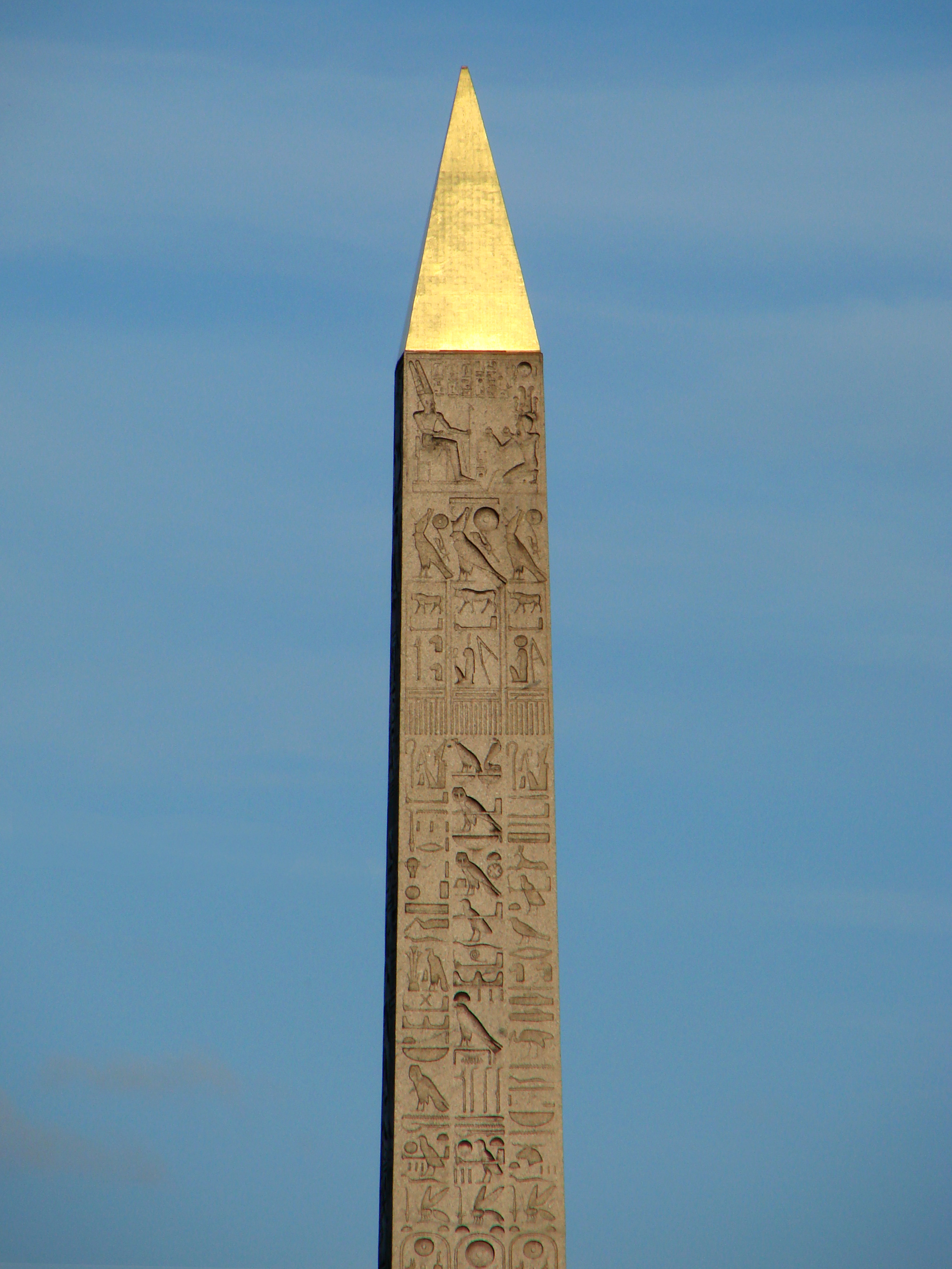
Верхівка-пірамідіон обеліска на площі Конкорд у Парижі
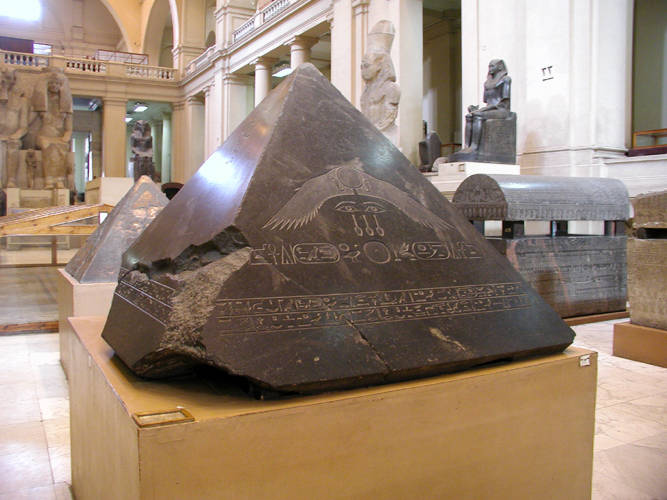
Пірамідіон із Чорної піраміди Аменемхета III, Дахшур, сьогодні - Каїрський музей
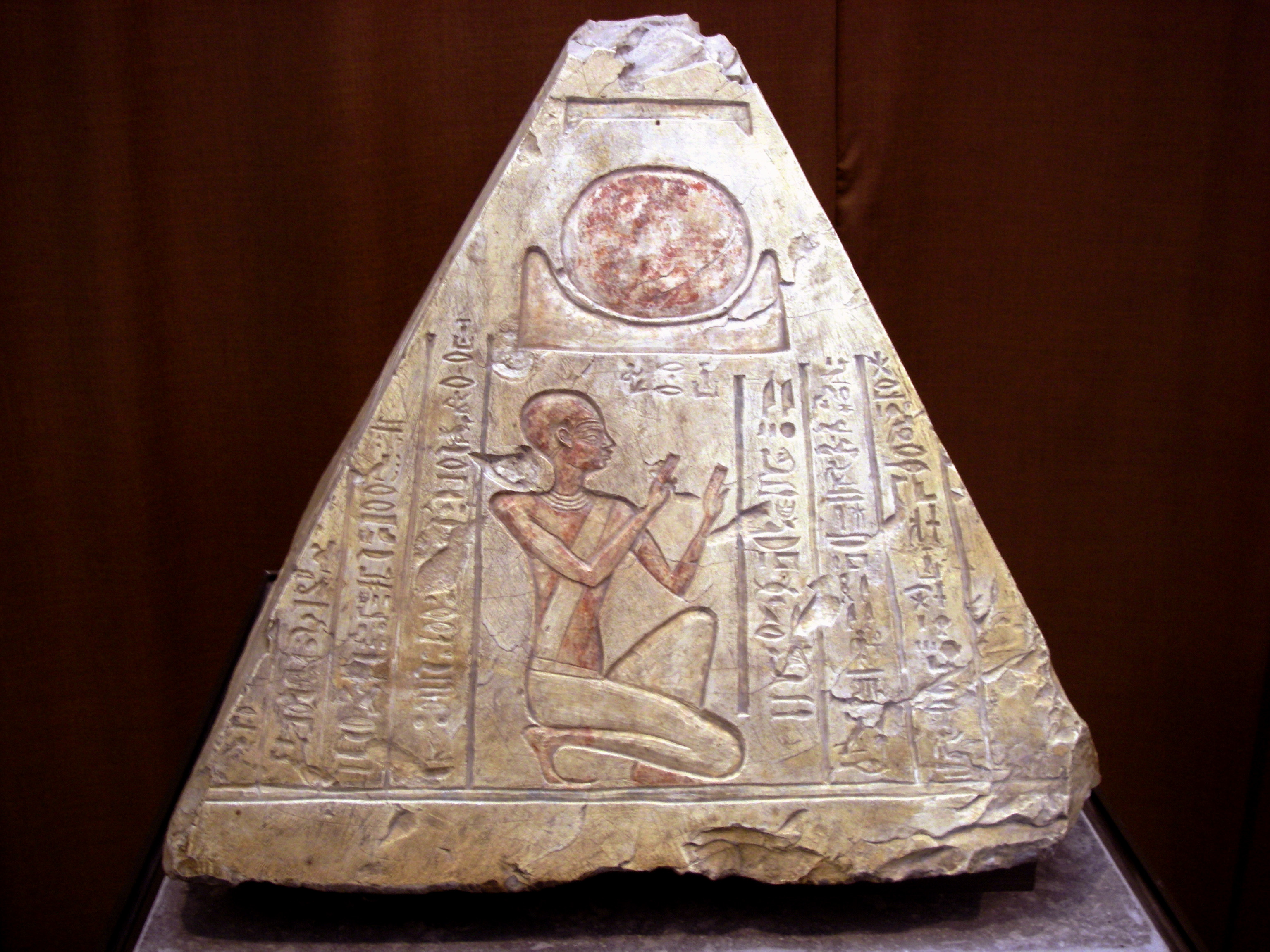
Верхівка гробниці жерця Рер, VII ст. до н. е., Абідос, Стародавній Єгипет (нині виставлений в Ермітажі, Санкт-Петербург)

## Додаткові джерела
- Транспортування пірамідіону на вершину піраміди Хеопса (англ.)